# Szlovének, Horvátok és Szerbek Nemzeti Tanácsa
A Szlovének, Horvátok és Szerbek Nemzeti Tanácsa (szerbhorvátul: Narodno vijeće Slovenaca, Hrvata i Srba, de leggyakrabban rövidítve Narodno vijeće SHS) az Ausztria-Magyarországon élő szlovének, horvátok és szerbek politikai testülete volt, melyet 1918. október 5-én alapítottak Zágrábban. A testület horvát ellenzéki politikusokból, a korábban Dalmácia, Isztria és a horvát tengerpart területén létrehozott nemzeti szervezetek képviselőiből, valamint a Szlovén Nemzeti Tanács képviselőiből állt. Később a kormányzó horvát–szerb koalíció is csatlakozott a tanácshoz. A délszlávok független államának létrehozását támogató tanács elutasította I. Károly császár kiáltványát, amely lehetőséget kínált a monarchia szövetségi állammá való átszervezésére. A monarchia délszlávok lakta területein 1918. október 19-én, az állampolitika irányítására alkalmas egyedüli tényezőnek nyilvánítva magát a tanács vette át a teljes hatalmat, majd az Ausztria-Magyarországgal fennálló minden kapcsolat megszüntetése után, 1918. október 29-én a horvát parlament minden hatalmat átadott a tanácsnak, amely a szlovének, a horvátok és a szerbek államát vezette.
Hamarosan arra a következtetésre jutottak, hogy a következő ülést akkor tartják meg, amikor arra szükség lesz. Közben azonban horvát parlament nem szűnt meg, hanem továbbra is a horvát államiság képviselőjeként és hordozójaként működött. Az SHS Nemzeti Tanács küldöttsége a teljes Nemzeti Tanács felhatalmazása és a horvát parlament jóváhagyása nélkül utazott Belgrádba, és ott a Sándor szerb régensherceggel való egyesülési tárgyalásokon önkényesen járt el anélkül, hogy betartotta volna a Nemzeti Tanács Központi Bizottsága által meghatározott feltételeket. Az egyesülés a nép önrendelkezési joga ellenére valósult meg, mert a horvát nép ekkor nagy többségben Horvátország további fennmaradása mellett foglalt állást, és ellenezte az 1918. december 1-jén létrejött egységes centralista államot. Ezt az egyesülést soha nem hagyta jóvá a horvát parlament, és soha nem fogadta el a horvát nép. Az egyesülési aktust a szerb nemzetgyűlés 1920. december 29-én hagyta jóvá. Az egyesülés megalkotói nem merték felhívni a horvát parlamentet a jóváhagyásra, pedig az akkor még működött, és csak 1920. november 28-án oszlatták fel. Ezért a horvátok többsége az egyesülési cselekményt jogosulatlannak, önkényesnek és csalónak ítélte meg, ezért jogellenesnek tartotta.

## Működése
Létrehozásához négy horvát-szlavónországi párt (Starčević Jogpártja, Horvát Népi Parasztpárt, Szerb Népi Radikális Párt és a Szociáldemokrata Párt) adta meg a lökést, amely 1918. szeptember 24-én húsznapi tárgyalás után bejelentette egyesülését a Dalmáciai Horvátok és Szlovének Szerbek Országos Szervezetével (1918. július 2-án Splitben alapították), a Horvát Tengermellék és Isztriai Szerbek, Horvátok és Szlovének Országos Szervezetével (1918. július 14-én Sušakban alakult meg), és a Szlovén Nemzeti Tanáccsal (alapítva Ljubljanában 1918. július 16-án). 1918. október 5-én e politikai szervezetek képviselői összeültek Zágrábban, és megalapították a Nemzeti Tanácsot, és egyúttal elkészítették a tanács szabályzatát.
A szabályzat kimondta, hogy a tanács egy olyan politikai testület, amely Magyarország és Ausztria területéről származó összes szlovént, horvátot és szerbeket képviseli, és munkájának célja az összes szlovén, horvát és szerb egyesítése egy független, demokratikus alapon szervezett államban. 1918. október 8-án a horvát parlament legerősebb pártja, a kormányzó horvát-szerb koalíció is csatlakozott a tanácshoz. A tanács plénumának 80 tagja volt: 28 Horvátországból és Fiuméból, 7 Dalmáciából, 3 Isztriából, 14 Szlovéniából, 18 Bosznia-Hercegovinából, 10 pedig Baranyából, Bácskából és Bánátból. Az SHS Nemzeti Tanács legbefolyásosabb tagjai alkották a Központi Bizottságot, amely 30 tagból állt. A Tanács Központi Bizottságának elnöksége, amely egyben az SHS Nemzeti Tanácsának elnöksége is volt, a következőkből állt: Anton Korošec elnök, Svetozar Pribićević és Ante Pavelić alelnökök, valamint Mate Drinković, Srđan Budisavljević és Ivan Lorković titkárok.
I. Károly császár és király 1918. október 16-án a csehországi és szlovákiai szlávok, valamint a délszlávok helyzetét ismerve kiáltványt tett közzé, amelyben megígérte, hogy a föderalizmus elve szerint szervezi meg az Osztrák-Magyar Monarchiát. Az SHS Nemzeti Tanácsának Központi Bizottsága azonban 1918. október 19-én nyilatkozatot tett közzé, amely elutasította I. Károly kiáltványát. A nyilatkozat egy teljesen független és független délszláv állam létrehozásának igényét fejezte ki: „az SHS Nemzeti Tanácsa saját kezébe veszi a nemzetpolitika irányítását, és követeli az egész szlovén, horvát és szerb nemzet egyetlen, teljesen szuverén állammá való egyesítését, tartományi és államhatároktól függetlenül teljes néprajzi területével amelyben ma él, és amely a politikai és gazdasági demokrácia elvei alapján szerveződik, amely magában foglalja minden társadalmi és gazdasági igazságtalanság és egyenlőtlenség felszámolását.” Ezzel az SHS Nemzeti Tanácsa teljesen átvette a teljes hatalmat, önmagát az egyetlen olyan tényezővé nyilvánítva, amely az állam jogpolitikáját irányíthatja. Ennek megfelelően 1918. október 21-én az SHS Nemzeti Tanácsának Központi Bizottsága határozatot hozott olyan tagozatok létrehozásáról, amelyek a teljes társadalmi, politikai és gazdasági életet hivatottak ellátni. A honvédelmi szekció vezetője Mate Drinković volt, az agrárosztályé Stjepan Radić, a pénzügyi-politikai szekcióé Ivan Lorković, a Nemzeti Tanács finanszírozási részlegét pedig Grga Budislav Angjelinović vezette.
1918. október 25-én a Nemzeti Tanács Központi Bizottságának kezdeményezésére a horvát parlament húsz képviselője kérte az országgyűlést, hogy a délszlávok a fent említett Nyilatkozat értelmében az Osztrák-Magyar Monarchiával fennálló állami kapcsolatok megszüntetésének és a függetlenségnek a kérdését véglegesen rendezzék. Az országgyűlés 1918. október 29-én elfogadta a benyújtott javaslatot, és határozatot hozott a Horvát Királyság, Szlavónia és Dalmácia államjogi kapcsolatainak, valamint a Monarchiával való kapcsolatának megszüntetéséről. 1918. november 24-én tartott ülésén az SHS Nemzeti Tanácsának Központi Bizottsága határozatot hozott az Szlovének, Horvátok és Szerbek Államának a Szerb és Montenegrói Királyságokkal való egyesüléséről, november 27-én pedig a Tanács Központi Bizottsága követeket küldött Belgrádba, akik közül Svetozar Pribićević volt a leginkább szószólója az egyesülésnek. Végül november 30-án az SHS Nemzeti Tanácsának három tagjából és a szerb kormány három képviselőjéből álló különbizottság megállapodott az egyesülés módjáról, amelyet I. Karađorđević Sándor régensherceg 1918. december 1-jén hirdetett ki.

## A Nemzeti Tanács kormánya
Az SHS Nemzeti Tanácsa kormányának saját címere (Horvátország, Szlavónia és Dalmácia címere korona nélkül), programja és személyi állománya volt. A kormány élén Antun Mihalović, az utolsó horvát bán állt. A kormány részlegei reálminisztériumként működtek. Működése úgy kezdődött, hogy a horvát parlament az SHS Államának 1918. október 29-iki kikiáltása után kinevezte a kormányt, és kinevezte annak 11 részlegét, valamint meghosszabbította Mihalović bán mandátumát, akit egyúttal miniszterelnökké nevezett ki. A bán október 31-én elrendelte, hogy az új államban Horvátország, Szlavónia és Dalmácia egyesített, korona nélküli címere legyen hivatalos címer. Erről tájékoztatta a kormány összes részlegét, minden földhivatalt, minden nagyobb prefektust, a vukovári kormánybiztost, a megyei régiókat, a városi önkormányzatokat, a gazdasági kamarákat és az országgyűlést. Ebből a 11 részlegből 1868 óta mindössze 3 működött folyamatosan. 1914-ben nemzetgazdasági részleget hoztak létre, melynek köre kibővült, és 1918 végén néhány további részleg fejlődött ki belőle. Az SHS Állam kikiáltása előtt felhívták a figyelmet arra, hogy „...a gazdasági területen végzett munkának valóban horvátnak kell lennie”.

## Fordítás
Ez a szócikk részben vagy egészben  a   Narodno vijeće Slovenaca, Hrvata i Srba című horvát Wikipédia-szócikk ezen változatának fordításán alapul.  Az eredeti cikk szerkesztőit annak laptörténete sorolja fel. Ez a jelzés csupán a megfogalmazás eredetét és a szerzői jogokat jelzi, nem szolgál a cikkben szereplő információk forrásmegjelöléseként.